# WICB Professional Cricket League Regional 4 Day Tournament 2016/17
Der WICB Professional Cricket League Regional 4 Day Tournament 2016/17 war die 51. Saison des nationalen First-Class-Cricket-Wettbewerbes in den West Indies und wurde vom 11. November 2016 bis zum 23. April 2017 ausgetragen. Gewinner war Guyana, der seine achte Meisterschaft gewann.

## Format
Die sechs Mannschaften spielten in einer Gruppe gegen jedes andere Team jeweils zwei Mal. Für einen Sieg gibt es 12 Punkte, für ein Unentschieden sechs, für ein Remis drei und für ein abgesagtes Spiel einen Punkt. Zusätzlich gibt es Bonuspunkte für die Batting- und Bowling-Leistungen im ersten Innings. Die Mannschaft mit den meisten Punkten am Saisonende gewinnt den Wettbewerb.

## Resultate
Tabelle
| Team                | Sp. | S | N | R | Bat | Bwl  | Ded | BP | Punkte |
| ------------------- | --- | - | - | - | --- | ---- | --- | -- | ------ |
| Guyana              | 10  | 5 | 2 | 3 | 22  | 43.8 | 0   | 0  | 134.8  |
| Barbados            | 10  | 4 | 1 | 5 | 20  | 41   | 0   | 0  | 124    |
| Trinidad und Tobago | 10  | 4 | 5 | 1 | 12  | 39.8 | 0   | 0  | 102.8  |
| Jamaika             | 10  | 4 | 5 | 1 | 14  | 37.6 | 0   | 0  | 102.6  |
| Windward Islands    | 10  | 3 | 5 | 2 | 11  | 44.6 | 0   | 0  | 97.6   |
| Leeward Islands     | 10  | 3 | 5 | 2 | 9   | 38.2 | 0   | 0  | 89.2   |

Sieg: 12 Punkte; Remis: 3 Punkte